# الفبای عربی روهینگیا
الفبای عربی روهینگیا یکی از سه الفبای مورد استفاده برای نوشتن زبان روهینگیا می‌باشد. دو الفبای دیگر، حنیفی و لاتین می‌باشد.
قدیمی‌ترین الفبای مورد استفاده برای نوشتن روهینگیا، الفبای عربی بوده است. از قرن ۱۹ به این سو، با اقتباس از فارسی و اردو، الفبای عربی برای نوشتن زبان روهینگیا به کار گرفته شد. اما این الفبا کوتاهی‌های خویش را نیز داشت و مناسب زبان روهینگیا که واکه‌ها و سیستم نواختهای پیچیده‌تری از فارسی و اردو داشت، نبود. این کوتاهی‌ها مورد نظر روهینگیازبانان قرار گرفت. در نتیجه، در سال ۱۹۷۵ میلادی، با درخواست پیران جامعه، الفبای عربی استانداردسازی شده و با نوآوریهایی، مناسب زبان روهینگیا شد. امروزه این الفبا، یکی از الفباهای مورد استفادهٔ روهینگیا می‌باشد.
اما در دههٔ ۱۹۸۰ زبان‌شناس و معلم اسلامی به نام «محمد حنیف»، به جای امید داشتن به پروسهٔ استانداردسازی الفبای عربی، تصمیم به ساخت الفبای نوینی برای زبان روهینگیا گرفت. این الفبا، با الهام از خط عربی، ولی با حروف هم‌خوان و واکهٔ جدید برای نوشتن زبان روهینگیا ساخته شد. این الفبا، مزیت بومی بودن به مردم روهینگیا را نیز دارد، و با ابتکارات مشابه برای ساخت الفبای نوین برای زبانهایی چون ماندینگ در غرب آفریقا مقایس شده‌است. امروزه این الفبا پرکاربردترین الفبای زبان روهینگیا می‌باشد.
این الفبا مورد استقبال قرار گرفته است و گسترش استفاده از آن منجر به کمتر شدن استفاده از الفبای عربی در دهه‌های اخیر شده است.

## پیش‌زمینه
تاریخ نوشتن روهینگیا به الفبای عربی به ۲۰۰ سال پیش بر می‌گردد. البته که متون ادبی زیادی به این زبان موجود نیست. در طول استعمار بریتانیا بین سالهای ۱۸۲۶ و ۱۹۴۸، بیشتر مکاتبات به زبانهای انگلیسی و اردو انجام می‌شد. از زمان استقلال، زبان برمه‌ای زبان مکاتبات شد. از دههٔ ۱۹۶۰ به این سو، پیران و بزرگان مردم روهینگیا به نیاز به الفبای استاندارد و مناسب برای نوشتار زبان خویش پی بردند. 
در سال ۱۹۷۵، پیران و بزرگان روهینگیا بر سر الفبای استاندارد سازی شدهٔ عربی توافق کردند. این الفبای جدید، همان الفبای پیشین است، به علاوهٔ حروف و علامت‌های نوین. در این الفبا ۴ حرف هم‌خوان جدید وجود دارد. در این الفبا همینطور ۳ حرکت واکه از عربی «◌َ» [a] (زبر)، «◌ِ» [i] (زیر)، «◌ُ» [u] (پیش) و ۳ حرکت واکهٔ نوین «◌ࣤ» [o] (زبر مجعد)، «◌ࣦ» [e] (زیر مجعد)، و «◌ࣥ» [ou] (پیش مجعد) وجود دارد. در الفبای عربی روهینگیا، استفاده از «و» و «ی» برای نشان دادن واکه‌ها به طور کامل حذف شده است (بجز در وام‌واژه‌ها از عربی). واکه‌ها فقط با حرکت نشان داده می‌شوند، و همین‌طور، نوشتن تمامی حرکات اجباری می‌باشد.
اما از مهم‌ترین و منحصر به فردترین ابتکارات الفبای روهینگیا، وجود «علامت نواخت»، برای نشان دادن نواخت هجا می باشد. زبان روهینگیا زبان نواخت‌بر است، به این معنا که نواخت ادای هجاها در معنی واژه تاثیر دارد. زبان فارسی زبانی نواخت‌بر نیست اما در آن ویژگی نواخت‌بری به گونه‌ای محدود به‌کار می‌رود. یک نمونه مشهود از خاصیت نواخت‌بری واژگان در فارسی واژهٔ «گویا» است که بسته به نحوه ادای آن می‌توان معنی‌های «روان و سلیس» یا «انگار» را برداشت کرد.
حال، به دلیل نواخت‌بر بودن زبان روهینگیا، نشان دادن تفاوت نواخت در نوشتار ضروری می‌باشد. در الفبای روهینگیا، ۳ علامت نواخت وجود دارد. این علامت‌ها بر روی حرکات واکه، یعنی بالای «زبر» و «پیش»، و یا پایین «زیر» نوشته می‌شود. به عبارتی، علامت نواخت نقش حرکت روی حرکات واکه را ایفا می‌کند، و نقش آن تغییر نواخت ادای واکه است. علامت نواخت فقط و فقط به همراه حرکت واکه نوشته می‌شود. علاوه بر نقش آن، دلیل دیگر این اجبار این است که دو تا از این علامات نقطه‌ای هستند. پس بدون وجود حرکت واکه بین حرف هم‌خوان و علامت نواخت، امکان اشتباه خواندن این نقاط به عنوان نقطهٔ حرف وجود دارد.

## الفبا
در الفبای عربی روهینگیا، ۴۰ حرف وجود دارد. ۳۶ تا از این حروف، گرفته شده از الفباهای عربی، فارسی، و اردو می باشد. ۴ تا حرف دیگر، نوین بوده و فقط در الفبای روهینگیا می‌باشد.  یکی از این حروف، «ڠ‎»، معادل «نگ» در فارسی می‌باشد. مشابه این حرف در الفبای جاوی و تعدادی دیگر از الفباها وجود دارد. سه حرف دیگر،‌ «ࢪ» («ر» فِر دار)،‌ «ࢫ» («و» با نقطه بعد از آن)، و «ࢬ» («ي» فِر دار). اول این‌که هیچ واژه‌ای نمی‌تواند با این سه حرف شروع شود. دوم اینکه، این سه حرف، بعد از یک حرف همخوان دیگر، و خود بدون هیچ واکه یا علامت نواختی نوشته می‌‌شوند. نقش این حروف، ادغام با حرف همخوان پیش از خود و ایجاد خوشه همخوانی است. به طور مثال، در واژهٔ «رُحَ࣪ڠۡگَ࣪ࢬ»، با اضافه کردن حرف «ࢬ» در آخر واژه، تلفظ آن از «روهینگا»، به «روهینگیا» (هجای «ـگیا» با نواخت «کوتاه سطح بالا» خوانده می‌شود). در مثالی دیگر، واژهٔ تلگراف در روهینگیا، به صورت «ٹࣦلِ࣭گَ࣪ࢪفۡ‎» نوشته می‌شود. حرکت فتحه و علامت نواخت بر روی «گ» است، اما آن هجا به صورت «گرا» تلفظ می‌شود.
| نام                         | اشکال | اشکال | اشکال | اشکال  | آوانگاری | معادل لاتین | معادل حنیفی | نکات |
| نام                         | تنها  | آغازی | میانی | پایانی | آوانگاری | معادل لاتین | معادل حنیفی | نکات |
| --------------------------- | ----- | ----- | ----- | ------ | -------- | ----------- | ----------- | --- |
| 𐴀𐴝𐴓𐴞𐴉 اَلِف‎ alif              | ا‎     | ا‎     | ـا‎    | ـا‎     | /ʔ/      | -           | 𐴀           | در شروع واژه‌ها، نقش حامل واکه را دارد، مانند فارسی. |
| 𐴁𐴠 بࣦ‎ be                     | ب‎     | بـ‎    | ـبـ‎   | ـب‎     | /b/      | b           | 𐴁           | |
| 𐴂𐴠 پࣦ‎ pe                     | پ‎     | پـ‎    | ـپـ‎   | ـپ‎     | /p/      | p           | 𐴂           | |
| 𐴃𐴠 تࣦ‎ te                     | ت‎     | تـ‎    | ـتـ‎   | ـت‎     | /t/      | t           | 𐴃           | |
| 𐴄𐴝 ٹَ‎ tha                    | ٹ‎     | ٹـ‎    | ـٹـ‎   | ـٹ‎     | /ʈ/      | th          | 𐴄           | برگرفته شده از الفبای اردو. |
| 𐴃𐴃𐴠 ثࣦ‎ tse                   | ث‎     | ثـ‎    | ـثـ‎   | ـث‎     | /ts ~ θ/ | ts          | 𐴃𐴃          | Only used in loanwords of Arabic origin |
| 𐴅𐴞𐴔 جِيۡم‎ jim                 | ج‎     | جـ‎    | ـجـ‎   | ـج‎     | /ɟ/      | j           | 𐴅           | تلفظ حرف «ج» در روهینگیا مشابه تلفظ حرف «گ» در ترکی آذربایجانی لهجهٔ تبریزی می‌باشد. |
| 𐴆𐴞𐴔 چِيۡم‎ chim                | چ‎     | چـ‎    | ـچـ‎   | ـچ‎     | /c/      | ch          | 𐴆           | |
| 𐴇𐴠 حࣦ‎ he                     | ح‎     | حـ‎    | ـحـ‎   | ـح‎     | /h/      | h           | 𐴇           | |
| 𐴈𐴠 خࣦ‎ khe                    | خ‎     | خـ‎    | ـخـ‎   | ـخ‎     | /h ~ x/  | h, kh       | 𐴈           | |
| 𐴊𐴝𐴓 دَل‎ dal                  | د‎     | د‎     | ـد‎    | ـد‎     | /d/      | d           | 𐴊           | |
| 𐴋𐴝𐴓 ڈَل‎ dhal                 | ڈ‎     | ڈ‎     | ـڈ‎    | ـڈ‎     | /ɖ/      | dh          | 𐴋           | برگرفته شده از الفبای اردو. |
| 𐴎𐴝𐴓 ذَل‎ zal                  | ذ‎     | ذ‎     | ـذ‎    | ـذ‎     | /z/      | z           | 𐴎           | Only used in loanwords of Arabic origin |
| 𐴌𐴠 رࣦ‎ re                     | ر‎     | ر‎     | ـر‎    | ـر‎     | /ɾ/      | r           | 𐴌           | |
| بࣤٹِࢬ رࣦ‎ bottya re             | ࢪ‎     | -     | ـࢪ‎    | ـࢪ‎     | /ɽ/      | r           | 𐴌           | منحصر به زبان روهینگیا. نمی‌تواند در اول واژه یا هجا باشد. در تلفظ، با حرف همخوان پیش از خویش ادغام می‌شود. نمونه: ٹࣦلِ࣭گَ࣪ࢪفۡ‎ (teligráf, 𐴃𐴠𐴓𐴞𐴒𐴝𐴌𐴝𐴉𐴢) [t̪ɛ.lɪ.ˈgɾɑf] (به معنی تلگراف)                                                       |
| 𐴍𐴝 ڑَ‎ ça                     | ڑ‎     | ڑ‎     | ـڑ‎    | ـڑ‎     | /ɽ/      | ç           | 𐴍           | برگرفته شده از الفبای اردو. |
| 𐴎𐴠 زࣦ‎ ze                     | ز‎     | ز‎     | ـز‎    | ـز‎     | /z/      | z           | 𐴎           | |
| 𐴏𐴞𐴕 سِين‎ sin                 | س‎     | سـ‎    | ـسـ‎   | ـس‎     | /s/      | s           | 𐴏           | |
| 𐴐𐴞𐴕 شِين‎ cin                 | ش‎     | شـ‎    | ـشـ‎   | ـش‎     | /ʃ/      | c           | 𐴐           | |
| 𐴏𐴝𐴊 صَد‎ sad                  | ض‎     | ـض‎    | ـضـ‎   | ضـ‎     | /s/      | s           | 𐴏           | تنها در نوشتن وام‌واژه‌های عربی کاربرد دارد. |
| 𐴊𐴝𐴊 ضَد‎ dad                  | ض‎     | ضـ‎    | ـضـ‎   | ـض‎     | /d/      | d           | 𐴊           | تنها در نوشتن وام‌واژه‌های عربی کاربرد دارد. |
| 𐴃𐴝𐴀𐴠 طَاࣦ‎ tae                 | ط‎     | طـ‎    | ـطـ‎   | ـط‎     | /t/      | t           | 𐴃           | تنها در نوشتن وام‌واژه‌های عربی کاربرد دارد. |
| 𐴎𐴝𐴀𐴠 ظَاࣦ‎ zae                 | ظ‎     | ظـ‎    | ـظـ‎   | ـظ‎     | /t/      | z           | 𐴎           | تنها در نوشتن وام‌واژه‌های عربی کاربرد دارد. |
| 𐴀𐴠𐴕 عࣦين‎ en                  | ع‎     | عـ‎    | ـعـ‎   | ـع‎     | /ʔ/      | -           | 𐴀           | تنها در نوشتن وام‌واژه‌های عربی کاربرد دارد. |
| 𐴒𐴠𐴕 غࣦين‎ gen                 | غ‎     | غـ‎    | ـغـ‎   | ـغ‎     | //g ~ ɣ/ | g           | 𐴒           | تنها در نوشتن وام‌واژه‌های عربی کاربرد دارد. |
| 𐴚𐴝 ڠَ‎ nga                    | ڠ‎     | -     | ـڠـ‎   | ـڠ‎     | /ŋ/      | ng          | 𐴚           | منحصر به روهینگیا، معادل «نگ» در فارسی. نمی‌‌تواند در اول واژه بیاید. |
| 𐴉𐴝 فَ‎ fa                     | ف‎     | فـ‎    | ـفـ‎   | ـف‎     | /f/      | f           | 𐴉           | |
| 𐴜𐴝 ڤَ‎ va                     | ڤ‎     | ڤـ‎    | ـڤـ‎   | ـڤ‎     | /v/      | v           | 𐴜           | تنها در نوشتن وام‌واژه‌های اروپایی کاربرد دارد. |
| 𐴑𐴝𐴝 قَف‎ kaf                  | ق‎     | قـ‎    | ـقـ‎   | ـق‎     | /k ~ q/  | k           | 𐴑           | تنها در نوشتن وام‌واژه‌های عربی کاربرد دارد. |
| 𐴑𐴝𐴝 كَف‎ kaf                  | ك‎     | كـ‎    | ـكـ‎   | ـك‎     | /k/      | k           | 𐴑           | |
| 𐴒𐴝𐴝 گَف‎ gaf                  | گ‎     | گـ‎    | ـگـ‎   | ـگ‎     | /g/      | g           | 𐴒           | |
| 𐴓𐴝𐴔 لَم‎ lam                  | ل‎     | لـ‎    | ـلـ‎   | ـل‎     | /l/      | l           | 𐴓           | |
| 𐴔𐴞𐴔 مِيم‎ mim                 | م‎     | مـ‎    | ـمـ‎   | ـم‎     | /m/      | m           | 𐴔           | |
| 𐴕𐴟𐴕 نُون‎ nun                 | ن‎     | نـ‎    | ـنـ‎   | ـن‎     | /n ~ ɳ/  | n           | 𐴕           | |
| شۤ࣪نۡزُكۡ نَگَ نُون‎ cóñzuk naga nun | ں‎     | -     | ـنـ‎   | ـں‎     | /◌̃/      | ñ           | 𐴕           | نون غنّه. برگرفته شده از الفبای اردو. نمی‌تواند در اول واژه یا هجا باشد. می‌توان بجای نون غنه، از تنوین نیز استفاده کرد. نمونه: شِ࣭يَ࣪اں‎ (cíyañ, 𐴐𐴠𐴥𐴛𐴝) [ʃĩ.ˈjã] (به معنی بوق، شیپور)                                                      |
| 𐴖𐴢𐴖 وَاو‎ vav                 | و‎     | و‎     | ـو‎    | ـو‎     | /ʋ, v/   | v           | 𐴖           | |
| بࣤٹِࢬ وَاو‎ bottya vav          | ࢫ‎     | ـࢫ‎    |       |        | /w/      | w           | 𐴖           | منحصر به زبان روهینگیا. نمی‌تواند در اول واژه یا هجا باشد. در تلفظ، با حرف همخوان پیش از خویش ادغام می‌شود. نمونه: تࣤلَّࢫ‎ (tollwa, 𐴃𐴡𐴓𐴧𐴗𐴝) [ˈt̪ɑl.lu͡ɑ] (تلفظ به صورت «تُلّْوَ»، به معنی وابسته)                                               |
| 𐴇𐴠 هࣦ‎ he                     | ه‎     | هـ‎    | ـهـ‎   | ـه‎     | /h/      | h           | 𐴇           | |
| 𐴘𐴝 يَ‎ ya                     | ي‎     | يـ‎    | ـيـ‎   | ـي‎     | /j/      | y           | 𐴘           | |
| بࣤٹِࢬ يَ‎ bottya ya             | ࢬ‎     | ـࢬ‎    |       |        | /j/      | y           | 𐴘           | منحصر به زبان روهینگیا. تنها در آخر واژه، و بعد از حروفی که به حرف بعد می‌چسبند‌ (مثل «ل، گ» و نه «د»، «ر») می آیند. در تلفظ، با حرف همخوان پیش از خویش ادغام می‌شود. نمونه: رُحَ࣪ڠۡگَ࣪ࢬ ‎ (Ruáingga, 𐴓𐴠𐴑𐴤𐴝) [ˈɾo.ɪŋ.ˌgʲa] (به معنی روهینگیا) |

### واکه‌ها
در الفبای عربی روهینگیا، واکه‌ها فقط با حرکت‌گذاری نشان داده می‌شوند. به ‌همین دلیل، در الفبا عربی روهینگیا، تعداد حرکات برای نشان دادن واکه‌ها، ۶ عدد است. در این الفبا ۳ حرکت واکه از عربی «◌َ» [a] (زبر)، «◌ِ» [i] (زیر)، «◌ُ» [u] (پیش) و ۳ حرکت واکهٔ نوین «◌ࣤ» [o] (زبر مجعد)، «◌ࣦ» [e] (زیر مجعد)، و «◌ࣥ» [ou] (پیش مجعد) وجود دارد. در الفبای عربی روهینگیا، استفاده از «و» و «ی» برای نشان دادن واکه‌ها به طور کامل حذف شده است (بجز در وام‌واژه‌ها از عربی).
واکه‌ها فقط با حرکت نشان داده می‌شوند، و همین‌طور، نوشتن تمامی حرکات اجباری می‌باشد.
از دیگر حرکات الفبای عربی روهینگیا، علامت سکون است، که در روهینگیا به صورت باز «◌ۡ» نوشته می‌شود. تشدید نیز مثل الفبای فارسی در روهینگیا استفاده می‌شود.
| واکه‌ها  | واکه‌ها | واکه‌ها | واکه‌ها | واکه‌ها | واکه‌ها | واکه‌ها |       |
| -a      | -o     | -i     | -e     | -u     | -ou    | سکون   | تشدید |
| ـ𐴝      | ـ𐴡     | ـ𐴞     | ـ𐴠     | ـ𐴟     | ـ𐴡     | سکون   | ◌𐴧     |
| ------- | ------ | ------ | ------ | ------ | ------ | ------ | ----- |
| ◌َ‎       | ◌ࣤ‎      | ◌ِ‎      | ◌ࣦ‎      | ◌ُ‎      | ◌ࣥ‎      | ◌ۡ‎      | ◌ّ‎     |
| تنوین‌ها |        |        |        |        |        |        |       |
| ◌ً‎       | ◌ࣤ‎      | ◌ٍ‎      | ◌ࣦ‎      | ◌ࣱ‎      | ◌ࣨ‎      |        |       |

وقتی که واژه یا هجایی با صدای واکه شروع شود، از «الف» به عنوان حامل واکه استفاده می‌شود. نمونه:
- اَكُوَشَّ‎ (akuaicca, 𐴀𐴝𐴑𐴟𐴖𐴝𐴙𐴐𐴧𐴝) [ɑ.ku.ˈwəʃ.ˌʃʲə] (به معنی ناراحت و معذب)
- بࣦاَرَمۡ‎ (biaram, 𐴁𐴞𐴘𐴝𐴌𐴝𐴔) [ˈbi.jɑ.ɾɑm] (به معنی بیماری)

### علامت نواخت
زبان روهینگیا زبان نواخت‌بر است، به این معنا که نواخت ادای هجاها در معنی واژه تاثیر دارد. زبان فارسی زبانی نواخت‌بر نیست اما در آن ویژگی نواخت‌بری به گونه‌ای محدود به‌کار می‌رود. یک نمونه مشهود از خاصیت نواخت‌بری واژگان در فارسی واژهٔ «گویا» است که بسته به نحوه ادای آن می‌توان معنی‌های «روان و سلیس» یا «انگار» را برداشت کرد.
به طور تاریخی، الفبای عربی برای نوشتن زبان‌های متعددی به کار گرفته شده است، که بعضی از آن‌ها زبان نواخت‌بر هستند. اما در اکثر این موارد، مثل شیائو جینگ برای نوشتار زبان چینی، یا نوشتار زبان‌های غرب آفریقا، در الفبای عربی، راهی برای نشان دادن نواخت‌ها در نظر گرفته نشده بود. از این موضوع یکی از مشکلات الفبای عربی، مخصوصا در مقایسه با الفبای لاتین یا سایر الفباهای بومی، اشاره می‌شد.
اما،‌ چیزی که الفبای عربی روهینگیا را منحصر به فرد می‌کند این است که در الفبای عربی روهینگیا، برای نشان دادن نواخت هجا، «علامت نواخت» در نظر گرفته شده‌ است. حال، به دلیل نواخت‌بر بودن زبان روهینگیا، نشان دادن تفاوت نواخت در نوشتار ضروری می‌باشد. در الفبای روهینگیا، ۳ علامت نواخت وجود دارد. این علامت‌ها بر روی حرکات واکه، یعنی بالای «زبر» و «پیش»، و یا پایین «زیر» نوشته می‌شود.
به عبارت دیگر، علامت نواخت نقش حرکت روی حرکات واکه را ایفا می‌کند، و نقش آن تغییر نواخت ادای واکه است. علامت نواخت فقط و فقط به همراه حرکت واکه نوشته می‌شود. علاوه بر نقش آن، دلیل دیگر این اجبار این است که دو تا از این علامات، نقطه‌ای هستند. پس بدون وجود حرکت واکه بین حرف هم‌خوان و علامت نواخت، امکان اشتباه خواندن این نقاط به عنوان نقطهٔ حرف وجود دارد.
 علامت هاربای به زبان روهینگیا، یک تک نقطه است که بالای زبر یا پیش، و یا پایین زیر (ساده یا مجعد) نوشته می‌شود. (نمونه: دَ࣪ / دِ࣭ / دُ࣪ / دࣨ࣪ / دٍ࣭‎) همان‌طور که از این مثالها پیداست، بدون وجود حرکت واکه بین علامت نواخت و حرف «د»، امکان اشتباه خواندن آن به صورت «ذ» وجود دارد. این علامت نواخت «کوتاه سطح بالا» (/˥/) را نشان می‌دهد.
 علامت تِلا به زبان روهینگیا، دو نقطه است که بالای زبر یا پیش، و یا پایین زیر (ساده یا مجعد) نوشته می‌شود. (نمونه: دَ࣫ / دُ࣫ / دِ࣮‎) این علامت نواخت «بلند افت از بالا» (/˥˩/) را نشان می‌دهد.
 علامت تانا به زبان روهینگیا، یک حلقهٔ کوچک ماهی‌شکل است که بالای زبر یا پیش، و یا پایین زیر (ساده یا مجعد) نوشته می‌شود. (نمونه: دࣤ࣬ / دࣥ࣬ / دࣦ࣯‎) این علامت نواخت «بلند خیز به بالا» (/˨˦/) را نشان می‌دهد. 

### جدول حرکت‌گذاری
| واکه در ابتدای واژه                                 | واکه در ابتدای واژه | واکه در ابتدای واژه | واکه در ابتدای واژه | واکه در ابتدای واژه | واکه در ابتدای واژه |
| A                                                   | O                   | I                   | E                   | U                   | Ou                  |
| 𐴀𐴝                                                  | 𐴀𐴡                  | 𐴀𐴞                  | 𐴀𐴠                  | 𐴀𐴟                  | 𐴀𐴡                  |
| --------------------------------------------------- | ------------------- | ------------------- | ------------------- | ------------------- | ------------------- |
| اَ‎                                                   | اࣤ‎                   | اِ‎                   | اࣦ‎                   | اُ‎                   | اࣥ‎                   |
| واکه پس از هم‌خوان، بدون نواخت                       |                     |                     |                     |                     |                     |
| Sa                                                  | So                  | Si                  | Se                  | Su                  | Sou                 |
| 𐴏𐴝                                                  | 𐴏𐴡                  | 𐴏𐴞                  | 𐴏𐴠                  | 𐴏𐴟                  | 𐴏𐴡                  |
| سَـ / سَ‎                                              | سࣤـ / سࣤ‎              | سِـ / سِ‎              | سࣦـ / سࣦ‎              | سُـ / سُ‎              | سࣥـ / سࣥ‎              |
| واکه پس از هم‌خوان، با نواخت «کوتاه سطح بالا» /˥/    |                     |                     |                     |                     |                     |
| Sá                                                  | Sό                  | Sí                  | Sé                  | Sú                  | Sόu                 |
| 𐴏𐴝𐴤                                                  | 𐴏𐴡𐴤                  | 𐴏𐴞𐴤                  | 𐴏𐴠𐴤                  | 𐴏𐴟𐴤                  | 𐴏𐴡𐴤                  |
| سَ࣪ـ / سَ࣪‎                                              | سࣤ࣪ـ / سࣤ࣪‎              | سِ࣭ـ / سِ࣭‎              | سࣦ࣭ـ / سࣦ࣭‎              | سُ࣪ـ / سُ࣪‎              | سࣥ࣪ـ / سࣥ࣪‎              |
| واکه پس از هم‌خوان، با نواخت «بلند افت از بالا» /˥˩/ |                     |                     |                     |                     |                     |
| Sáa                                                 | Sόo                 | Síi                 | Sée                 | Súu                 | Sόou                |
| 𐴏𐴝𐴥                                                  | 𐴏𐴡𐴥                  | 𐴏𐴞𐴥                  | 𐴏𐴠𐴥                  | 𐴏𐴟𐴥                  | 𐴏𐴡𐴥                  |
| سَ࣫ـ / سَ࣫‎                                              | سࣤ࣫ـ / سࣤ࣫‎              | سِ࣮ـ / سِ࣮‎              | سࣦ࣮ـ / سࣦ࣮‎              | سُ࣫ـ / سُ࣫‎              | سࣥ࣫ـ / سࣥ࣫‎              |
| واکه پس از هم‌خوان، با نواخت «بلند خیز به بالا» /˨˦/ |                     |                     |                     |                     |                     |
| Saá                                                 | Soό                 | Sií                 | Seé                 | Suú                 | Soόu                |
| 𐴏𐴝𐴦                                                  | 𐴏𐴡𐴦                  | 𐴏𐴞𐴦                  | 𐴏𐴠𐴦                  | 𐴏𐴟𐴦                  | 𐴏𐴡𐴦                  |
| سَ࣬ـ / سَ࣬‎                                              | سࣤ࣬ـ / سࣤ࣬‎              | سِ࣯ـ / سِ࣯‎              | سࣦ࣯ـ / سࣦ࣯‎              | سُ࣬ـ / سُ࣬‎              | سࣥ࣬ـ / سࣥ࣬‎              |

## نمونه متن
ماده ۱ اعلامیه جهانی حقوق بشر
| الفبای عربی روهینگیا | الفبای حنیفی روهینگیا | الفبای لاتین روهینگیا | ترجمه فارسی |
| مَنُ࣪شۡ بࣦگُّ࣪نۡ اَزَدۡ حِ࣭سَفࣦ، اَرۡ عِزّࣤتۡ اَرۡدࣦ حࣤ࣪قۡ اࣤ࣪کّࣤلۡ اࣤ࣪تۡ، فُ࣪وَ࣪نَّ࣪ࢬ حِ࣭سَفࣦ فࣤیۡدَ اࣤ࣪یّࣦ. فࣤتِّ اِنۡسَ࣪نۡ اࣤ࣪تُّ هࣤنࣤ࣪ فࣤرࣤ࣪کۡ سَ࣪رَ࣪ عࣦلَنۡ اࣤتۡ اَسࣦ࣭دࣦ تَمَ࣪مۡ حࣤ࣪قۡ اࣤ࣪کّࣤلۡ اَرۡدࣦ اَزَدِ اࣤ࣪کّࣤلۡ لࣤیۡ فَ࣫یۡدَ࣪ گࣤرࣤ࣫نۡ اࣤ࣪رۡ حࣤ࣪قۡ اَسࣦ࣭. اَرۡ، تَرَ࣪رࣦ࣭ دِلۡ اَرۡدࣦ دࣦمَکۡ دِیࣦ࣭ اࣤ࣪تࣤ࣪لَّ، تَرَ࣪تُّ࣪ اࣦک زࣤنۡ لࣤیۡ اَرۡ اࣦکۡزࣤنۡ بَ࣪یۡ حِ࣭سَفࣦ مَامَلَ گࣤرࣤ࣫نۡ سَ࣬.‎ | .𐴔𐴝𐴕𐴟𐴤𐴞𐴐 𐴁𐴠𐴒𐴧𐴟𐴤𐴕 𐴝𐴎𐴝𐴊 𐴇𐴞𐴤𐴏𐴝𐴉𐴠,. 𐴝𐴌 𐴞𐴎𐴧𐴡𐴃𐴝𐴌𐴊𐴠 𐴇𐴡𐴤𐴑 𐴡𐴤𐴑𐴧𐴡𐴓 𐴡𐴤𐴃, 𐴉𐴟𐴤𐴝𐴞𐴕𐴧𐴝 𐴇𐴞𐴤𐴏𐴝𐴉𐴠 𐴉𐴡𐴞𐴊𐴝 𐴡𐴤𐴞𐴘𐴠. 𐴉𐴡𐴃𐴧𐴞𐴤 𐴞𐴕𐴏𐴝𐴤𐴕 𐴡𐴤𐴃𐴧𐴟 𐴇𐴡𐴕𐴡𐴤 𐴉𐴡𐴌𐴡𐴤𐴑. 𐴏𐴝𐴤𐴌𐴝 𐴠𐴓𐴝𐴕 𐴡𐴃 𐴀𐴏𐴠𐴤𐴊𐴠 𐴃𐴝𐴔𐴝𐴤𐴔 𐴇𐴡𐴤𐴑 𐴡𐴤𐴑𐴧𐴡𐴓 𐴝𐴌𐴊𐴠 𐴝𐴎𐴝𐴊𐴞 𐴡𐴤𐴑𐴧𐴡𐴓 𐴓𐴡𐴞 𐴉𐴝𐴥𐴞𐴊𐴝 𐴒𐴡𐴌𐴡𐴥𐴕 𐴡𐴤𐴌 𐴇𐴡𐴤𐴑 𐴝𐴌, 𐴃𐴝𐴌𐴝𐴤𐴌𐴠, 𐴊𐴞𐴓 𐴝𐴌𐴊𐴠 𐴊𐴠𐴔𐴝𐴑 𐴊𐴞𐴘𐴠𐴤. 𐴡𐴤𐴃𐴡𐴓𐴧𐴝, 𐴃𐴝𐴌𐴝𐴤𐴃𐴧𐴟 𐴠𐴑𐴎𐴡𐴕 𐴓𐴡𐴞. 𐴝𐴌𐴠𐴑𐴎𐴡𐴕 𐴁𐴝𐴤𐴞 𐴇𐴞𐴤𐴏𐴝𐴉𐴠 𐴔𐴝𐴧𐴔𐴠𐴓𐴝 𐴒𐴡𐴌𐴡𐴥𐴕 𐴏𐴝𐴦. | Manúic beggún azad hísafe, ar izzot arde hók ókkol ót, fúainna hísafe foida óiye. Fottí insán óttu honó forók sára elan ot aséde tamám hók ókkol arde azadi ókkol loi fáaida goróon ór hók asé. Ar, taráre dil arde demak diyé. Ótolla, taráttu ekzon loi arekzon bái hísafe maamela goróon saá. | همه انسان‌ها آزاد به دنیا می‌آیند و از نظر حیثیت و حقوق برابر هستند. آنها دارای عقل و وجدان هستند و باید نسبت به یکدیگر با روحیه برادری رفتار کنند. |